# Daniel Duval
Daniel Duval (Vitry-sur-Seine, 28 novembre 1944 – Parigi, 9 ottobre 2013) è stato un attore, regista e sceneggiatore francese.

## Biografia
Operaio in una fabbrica di skateboard, si ferì a una mano e durante la lunga permanenza in ospedale conobbe Père Dagonnet, curatore del programma televisivo Le Jour du Seigneur ("Il giorno del Signore"), che si offrì di aiutarlo a trovare una nuova carriera in televisione. Duval iniziò così a lavorare come assistente montatore, e successivamente come documentarista televisivo. All'inizio degli anni '70 fece il suo esordio da attore e sceneggiatore con il film La ville-bidon di Jacques Baratier. A partire da Le Voyage d’Amélie (1974) fu anche attivo come regista cinematografico e televisivo. Fu sposato con Anna Karina.

## Filmografia parziale
- La ville-bidon, regia di Jacques Baratier (1971)
- George qui?, regia di Michèle Rosier (1973)
- Le voyage d'Amélie, regia di Daniel Duval (1972)
- Che la festa cominci... (Que la fête commence...), regia di Bertrand Tavernier (1974)
- Appuntamento con l'assassino (L'Agression), regia di Gérard Pirès (1975)
- L'ombre des châteaux, regia di Daniel Duval (1976)
- Un uomo in premio (Le dernier amant romantique), regia di Just Jaeckin (1978)
- La dérobade - Vita e rabbia di una prostituta parigina (La Dérobade), regia di Daniel Duval (1979)
- Il bar del telefono (Le bar du téléphone), regia di Claude Barrois (1980)
- Il giudice (Le juge), regia di Philippe Lefebvre (1984)
- Uno scomodo detective (Un été d'enfer), regia di Michael Schock (1984)
- Les loups entre eux, regia di José Giovanni (1985)
- Stan the Flasher, regia di Serge Gainsbourg (1990)
- Nefertiti, figlia del sole, regia di Guy Gilles (1995)
- Love, etc., regia di Marion Vernoux (1996)
- Ci sarà la neve a Natale? (Y'aura t'il de la neige à Noël?), regia di Sandrine Veysset (1996)
- Le vent de la nuit, regia di Philippe Garrel (1999)
- Il tempo dei lupi  (Le temps du loup), regia di Michael Haneke (2003)
- 36 Quai des Orfèvres, regia di Olivier Marchal (2004)
- Niente da nascondere (Caché), regia di Michael Haneke (2005)
- Il tempo che resta (Le temps qui reste), regia di François Ozon (2005)
- Le temps des porte-plumes, regia di Daniel Duval (2006)
- C'est beau une ville la nuit, regia di Richard Bohringer (2006)
- Le deuxième souffle, regia di Alain Corneau (2007)
- 3 amis, regia di Michel Boujenah (2007)
- Plus tard, regia di Amos Gitai (2008)
- Banlieue 13 Ultimatum, regia di Patrick Alessandrin (2009)
- Fuga d'amore (R.T.T.), regia di Frédéric Berthe (2009)
- Beautiful Lies (De vrais mensonges), regia di Pierre Salvadori (2010)
- A Gang Story (Les Lyonnais), regia di Olivier Marchal (2011)
- Vento contrario (Des vents contraires), regia di Jalil Lespert (2011)